# Mahikeng
Mahikeng (Tswana voor Stenenplaats) is de hoofdstad van de Zuid-Afrikaanse provincie Noordwest. De gemeente ligt in het district Ngaka Modiri Molema en telt 291.527 inwoners.
Mafeking (uitspraak Maffe King) is een Brits-koloniale verbastering van de naam. 

## Geschiedenis
De stad werd tijdens de Tweede Boerenoorlog (1899-1902) door Robert Baden-Powell, de latere stichter van scouting, verdedigd. Met 1250 manschappen en de plaatselijke bevolking doorstond hij een beleg van 217 dagen tegenover een leger van in het begin zelfs zo'n 7700 Boeren, bijna een vijfde van de Boerenlegers, later 6000. Door veel vijandelijke troepen bezig te houden, speelde Baden-Powell een belangrijke rol in de oorlog. Tijdens de belegering verdeelde hij het beschikbare voedsel zo, dat de inlandse bevolking, de Barolong (een Tswana-clan) die hij van sympathie met de Boeren verdacht, eerder verhongerde. Op 17 mei werd Mahikeng ontzet en Baden-Powell werd bekend als de held van Mafeking.
De stad was in de jaren zeventig korte tijd hoofdstad van het thuisland Bophuthatswana, waarna Mmabatho het werd. Aan het einde van de apartheid in 1994 werden de twee steden samengevoegd als Mahikeng.

## Hoofdplaatsen
Het nationaal instituut voor de statistiek, Stats SA, deelt sinds de census 2011 deze gemeente in in 85 zogenaamde hoofdplaatsen (main place):
Bethel • Bokone • Broksby • Danville • Dibate • Dibono • Dihatshwane • Dithakong • Driehoek • Enselsrust • Ga-Kubu • Ga-Tau • Gelukspan • Goedgevonden B • Ikopeleng • Kaalpan • Kabe • Koikoi • Lekoko • Lekung • Leopard • Lerwaneng • Letlhakane • Lokaleng • Lokgalong • Lomanyaneng • Lombaardslaagte • Lonely Park • Lotlhogori • Madibe-Magelelo • Mahikeng • Mahikeng NU • Magogoe • Magogoe Tlhabologo • Majemantsho • Makgabana (Madibe) • Makgokgwane • Makhubung • Makouspan • Mandela Park • Mantsa • Masutlhe • Matile • Matlhonyane • Matshepe • Miga • Mmabatho • Mmanawane • Modimola • Modimola-Morwamarapo • Mogosane • Molelwane • Moletsamongwe • Montshioa • Montshioa Stadt • Mooifontein • Mooipan • Morwatshetlha • Motlhabeng • Motsoseng • Naawpoort • Nooitgedacht B • Nyetse • Ottoshoop • Phola • Ramosadi • Ratau • Rooigrond • Schoongezicht • Sebowana • Setlopo • Setumo Park • Seweding • Signal Hill • Six Hundred • Slurry • Syberia • Tlapeng • Tloung • Top Village • Tsetse • Tshunyane • Uitkyk B • Weltevreden • Wintershoek.